# PGC 1721260
LEDA/PGC 1721260 ist eine Galaxie im Sternbild Löwe auf der Ekliptik. Sie ist schätzungsweise 1,5 Milliarden Lichtjahre von der Milchstraße entfernt und hat einen Durchmesser von etwa 100.000 Lichtjahren.
Im selben Himmelsareal befinden sich u. a. die Galaxien NGC 3098, PGC 1723333, PGC 1724094, PGC 1727284.